# Азовское (Херсонская область)
Азовское (укр. Азовське, до 1946 г. Юзкуй, затем до 2016 г. — Фрунзе) — село в Генической городской общине Генического района Херсонской области Украины. Население по переписи 2001 года составляло 2815 человек. Является центром Фрунзенского сельского совета, которому также подчинено село Придорожное.

## Географическое положение
Село Азовское расположено в 2 км от побережья Утлюкского лимана. Рядом с селом находится пересыхающее солёное озеро Лиман.
Из села выходят дороги: на юго-запад в Придорожное и Геническ, на северо-восток к магистрали М-18 и Рыково, на северо-запад в село Стокопани, на юго-запад к Утлюкскому лиману. Через Фрунзе проходит кратчайший путь из Мелитополя в Геническ. Качество дороги удовлетворительное, но транспортный поток небольшой.

## Топографические карты
- Лист карты L-36-70 Геническ. Масштаб: 1 : 100 000. Состояние местности на 1987 год. Издание 1991 г.

## История

### Основание села
Населённый пункт Юзкуи (крымскотат. yüz quy — «сто колодцев») впервые упоминается в документах, датированных 1820 годом. Именно тогда в Юзкуи переселилось 70 семей государственных крестьян из села Черненское Тамбовской губернии. Переселенцы занимались скотоводством, земледелием и рыболовством, и поселение быстро росло. В 1822 году его население уже достигло 894 человек. Переселенцам было выделено по 11,2 десятины земли на ревизскую душу.

### Послекрестьянской реформы
В конце 1861 года Юзкуи стали центром Юзкуйской волости, которая была подчинена Мелитопольскому уезду Таврической губернии.
В 1886 году в селе проживало 2822 человека, насчитывалось 434 двора, работали православная церковь, 4 лавки, кирпичный завод, 2 колёсные мастерские, бондарня, 21 сентября проходила ежегодная ярмарка.
В конце XIX века в селе открылась земская двухкомплектная школа. В ней преподавали 2 учителя и обучалось 123 ученика. В Юзкуях имелся и фельдшерский пункт, где работал один фельдшер.
В 1902 году сельский священник Дмитрий Тихонович обращался в уездное земство с просьбой для «отвлечению народа от пьянства» и «насаждению добрых начатков человечностей» открыть в Юзкуях земскую библиотеку-читальню. Ему было отказано на том основании, что по документам бесплатная народная библиотека существует в Юзкуях с 1897 года, имеет 520 томов книг, и земством на неё уже израсходовано 147 рублей.

### Революция и Гражданская война
После Февральской революции в Юзкуях возникла группа сторонников большевиков под руководством М. К. Линника. 3 июня 1917 года в селе был создан Совет крестьянских депутатов. В январе 1918 года в селе была установлена Советская власть и создан ревком, в состав которого вошли большевик М. К. Линник, крестьянин-бедняк Л. В. Линник, ремесленник Г. Г. Сажнев. В 1918—1920 годах в Юзкуях много раз менялась власть.
16 марта 1919 года ревком села, находившийся на нелегальном положении, поднял восстание против белогвардейцев. Партизанский отряд М. К. Линника численностью 200 человек почти неделю удерживал село, но затем был вынужден отступить, и село было разорено белогвардейцами. 29 марта 1919 года Юзкуи были заняты Красной Армией.
29 мая 1919 года белогвардейцы высадили десант около Юзкуй. Но совместными силами сельского отряда самообороны под командованием М. К. Линника и рабочего отряда из Геническа десант был отбит.
После этого в селе ещё 4 раза менялась власть, и только 2 ноября 1920 года Юзкуи были окончательно взяты Красной Армией.

### Межвоенный период
В 1929—1930 годах в Юзкуях были организованы сельскохозяйственные артели «12-річчя Жовтня» (укр. 12-летия Октября) и «Червоний маяк» (укр. красный маяк), которые позже были разделены на 8 колхозов (им. Ленина, им. Блюхера, им. «Крестьянской газеты», «Червоний маяк» и 4 более мелких). В 1937 году колхоз им. Блюхера был переименован в колхоз им. Фрунзе. В 1940 году колхоз был награждён орденом «Знак Почета».
К 1925 году в Юзкуях работали две начальные школы с 5 педагогами и 165 учениками. В начале 1930-х годов в селе появилась неполная средняя школа, а в 1939 году она была преобразована в среднюю. Тогда в селе работали уже 3 начальные школы, а во всех школах вместе преподавали 17 учителей и обучались 280 учеников. В селе работали клуб, медпункт, библиотека. В 1937 году в село проведено электричество. В 1939 году в центре села установлен памятник В. И. Ленину.
В 1921—1922 и 1932—1933 годах село сильно пострадало от голода.

### Великая Отечественная война
Когда фронт приблизился к селу, началась эвакуация населения и имущества в Закавказье. Более 100 колхозников и механизаторов Юзкуи выехали на восток.
16 сентября 1941 года село было захвачено немецкими войсками. В первые дни оккупации было расстреляно 148 жителей села. За время оккупации 613 жителей села были отправлены на работы в Германию.
29 октября 1943 года Юзкуи были освобождены Красной Армией. Во время оккупации и в боях за село были разрушены 180 жилых домов и хозяйственных зданий, вырублены фруктовый сад и парк, выведены из строя 2 артезианские скважины, уничтожен памятник В. И. Ленину.
415 жителей села сражались на фронте, 212 из них погибли. В память об односельчанах, погибших в Великой Отечественной войне, в селе сооружен обелиск, а на братской могиле советских воинов, погибших при освобождении села, установлен памятник.

### Послевоенный период и эпоха застоя
В 1946 году указом ПВС УССР село Юзкуй переименовано во Фрунзе.
После освобождения села от германской оккупации возобновили работу все 8 сельских колхозов: им. Фрунзе, им. Ленина, им. Суворова, им. Тельмана, им. Челюскинцев, им. «Крестьянской газеты», «Червоний маяк» и «Більшовик» (укр. большевик). В 1959 году колхозы им. Фрунзе, им. Тельмана и им. Суворова были объединены в один колхоз им. XXI съезда КПСС.
К 1980 году во Фрунзе было проложено 50 км водопровода, работали 8 промтоварных и продовольственных магазинов, кафе, музыкальная школа, 3 библиотеки, пионерлагерь. В средней школе работали 33 преподавателя и обучались 390 учеников. При доме культуры работали 10 кружков самодеятельности и музей истории села.
- Придорожный магазин
- Автобусная остановка
- Жилой дом
- Поворот на Геническ

## Экономика
В селе работают предприятия:
- Коллективное сельскохозяйственное предприятие «Фрунзенское»
- Кооператив «Комфорт»
- ОАО Геническое ремонтно-транспортное предприятие
- ОАО Генический райагрохим
- ООО «ВДМ Азов-Дон»
- ООО «Дніпро». По состоянию на 2013 год обрабатывает 150 га фруктовых садов, 20 га виноградников, 10,5 га клубники.[12]
- ЧП «Вега»
- Фермерское хозяйство «Алмаз»
- Фермерское хозяйство «Білоус»

## Объекты социальной сферы
- Школа. В 2013 году в школе 287 учеников и 15 классов (при нормативной наполняемости 600 учеников и наличии 83 учебных помещений). В школе работают 53 сотрудника, в том числе 29 педагогов. Язык преподавания — украинский. Профили школы — экологический и украинской филологии.[13].
- Детская музыкальная школа
- Детский сад № 11 «Светлячок»[14]
- Дом культуры
- Покровская церковь[15]

## Известные жители
- Михаил Капитонович Линник — полный Георгиевский кавалер, большевик, руководитель ревкома и командир отрядов самообороны Юзкуи в годы Гражданской войны
- И. М. Кольцов, Н. И. Борисович — комбайнёры, кавалеры ордена Ленина
- Л. И. Заболотная — звеньевая, кавалер орденов Октябрьской Революции и Трудового Красного Знамени[8]
- Крутов, Василий Васильевич (род. 1949) — украинский военный, первый командир украинской «Альфы», генерал-лейтенант, доктор юридических наук, профессор; родился во Фрунзе